# Zyzdrojowa Wola
Zyzdrojowa Wola (deutsch Sysdroywolla, 1938 bis 1945 Kranzhausen) ist ein Ort in der polnischen Woiwodschaft Ermland-Masuren und gehört zur Landgemeinde Piecki (Peitschendorf) im Powiat Mrągowski (Kreis Sensburg).

## Geographische Lage
Zyzdrojowa Wola liegt am Westufer des Großen Sysdroy-Sees (1938 bis 1945 Großer Sixdroi-See, polnisch Jezioro Zyzdrój Wielki) in der südlichen Mitte der Woiwodschaft Ermland-Masuren, 24 Kilometer südlich der Kreisstadt Mrągowo (polnisch Sensburg).

## Geschichte
Ursprünglich bestand das damalige Sysdrojwolla lediglich aus ein paar kleinen Höfen. Von 1874 bis 1945 war die kleine Landgemeinde in den Amtsbezirk Kelbonken (polnisch Stare Kiełbonki) eingegliedert, der – 1938 in „Amtsbezirk Kelbunken“ umbenannt – zum Kreis Sensburg im Regierungsbezirk Gumbinnen (ab 1905: Regierungsbezirk Allenstein) in der preußischen Provinz Ostpreußen gehörte. 
Aufgrund der Bestimmungen des Versailler Vertrags stimmte die Bevölkerung im Abstimmungsgebiet Allenstein, zu dem Sysdroywolla gehörte, am 11. Juli 1920 über die weitere staatliche Zugehörigkeit zu Ostpreußen (und damit zu Deutschland) oder den Anschluss an Polen ab. In Sysdroywolla stimmten 40 Einwohner für den Verbleib bei Ostpreußen, auf Polen entfielen keine Stimmen.
Am 3. Juni (amtlich bestätigt am 16. Juli) 1938 wurde Sysdroywolla aus politisch-ideologischen Gründen der Abwehr fremdländisch klingender Ortsnamen in „Kranzhausen“ umbenannt.
1945 wurde die Landgemeinde Kranzhausen in Kriegsfolge mit dem gesamten südlichen Ostpreußen an Polen überstellt und erhielt die polnische Namensform „Zyzdrojowa Wola“. Heute ist der Ort ein Teil (polnisch Część wsi) des Dorfes Zyzdrojowy Piecek (Sysdrojofen, 1938 bis 1945 Sixdroi) und gilt als Ortschaft innerhalb der Landgemeinde Piecki (Peitschendorf) im Powiat Mrągowski (Kreis Sensburg), bis 1998 der Woiwodschaft Olsztyn, seither der Woiwodschaft Ermland-Masuren zugehörig.

### Einwohnerzahlen
| Jahr | Anzahl |
| ---- | ------ |
| 1818 | 40     |
| 1839 | 49     |
| 1871 | 62     |
| 1885 | 51     |
| 1898 | 47     |
| 1905 | 53     |
| 1910 | 51     |
| 1933 | 45     |
| 1939 | 37     |

## Kirche
Bis 1945 war Sysdroywolla bzw. Kranzhausen in die evangelische Kirche Aweyden in der Kirchenprovinz Ostpreußen der Kirche der Altpreußischen Union sowie in die katholische St.-Adalbert-Kirche Sensburg im damaligen Bistum Ermland eingepfarrt.
Heute gehört Zyzdrojowa Wola zur evangelischen Kirchengemeinde Nawiady, einer Filialgemeinde der Pfarrei Mrągowo in der Diözese Masuren der Evangelisch-Augsburgischen Kirche in Polen, außerdem zur katholischen Pfarrei Nawiady im  jetzigen Erzbistum Ermland.

## Verkehr
Zyzdrojowa Wola liegt südlich der Landesstraße 58 und ist von dort über Babięta (Babienten, 1938 bis 1945 Babenten) auf einer Nebenstraße in Richtung Spychówko (Klein Puppen) zu erreichen. Außerdem führt ein Landweg vom Nachbarort Zyzdrojowy Piecek (Sysdroyofen, 1938 bis 1945 Sixdroi) nach Zyzdrojowa Wola.
Eine Anbindung an das Schienennetz besteht nicht.